# Sophie Elkan
Sophie Elkan født Salomon (3. januar 1853 i Göteborg - 5. april 1921 i Göteborg) var en svensk forfatter og oversætter. Hun debuterede i 1889 under pseudonymet Rust Roest med novellesamlingen Dur och moll. 
Hun blev født i den jødiske Göteborgslægt Salomon; hendes far var Alexander Solomon og moderen Henriette, født Abrahamsson og søster til August Abrahamson. Hun havde to søskende Otto og Elise. Hun fik sin uddannelse på fru Bruenechs privatskole i Göteborg og giftede sig i 1872 med sin 19 år ældre fætter musikforhandler Nathan Elkan i Stockholm. De fik en datter, Kerstin. I 1879 døde hendes mand og to år gamle datter af tuberkulose med et par dages mellemrum på deres rejse til Nice. Rejsen til Nice og Nathans og datterens død har Sophie Elkan skildret i novellen Julvaka.
Elkan er i dag mest kendt som Selma Lagerlöfs rejseveninde. Men omkring 1900 var hun en succesrig og populær forfatter primært kendt for sine historiske romaner. Gaden Sophie Elkans gata på Hisingen fik sit navn i 1992 til minde om hende.
Hun ligger begravet på den gamle gravplads ved Svingeln tidligere ''Mosaiska begravningsplatsen'' i Göteborg. 